# 災害管理
災害管理（英語：Disaster Management），又稱应急管理（英語：Emergency Management），是涉及多部門的運籌帷幄，包含規劃、計畫實施、預警、緊急應變、救助等措施，以減少或降低天然災害或人為災害對於社會所造成的影響及衝擊。

## 災害管理四階段

災害管理可分成災前的減災、整備，災時的應變，以及災後的復原四階段。
減災（Mitigation/減災）是指減少災害發生的風險與影響。
減災是災害管理的基礎，透過長期的政策與措施來減少災害發生的可能性或降低其影響。
準備（Preparedness/事前準備）是指提升應對災害的能力，確保應急資源和計畫到位。
準備階段注重短期應急措施的建立，以減少災害來臨時的損失。
應變（Response/応急対応）是指在災害發生時立即採取行動，減少損失並保護生命財產。
這是災害管理中最緊急的階段，專注於快速救援和災害控制。
復原（Recovery/復旧・復興）是指災後恢復正常生活並重建受損區域。
復原階段可以分為短期和長期，涉及從基礎設施修復到心理健康支持的全方位努力。

## 各地災害管理

### 台灣
2000年《災害防救法》通過d 準備（Preparedness）後，台灣開始有系統地建立災害防救體系。政府的災害管理系統分中央、縣市、鄉鎮三個層級。中央最高主管單位為行政院直轄之災害防救辦公室，該辦公室於2010年2月1日正式揭牌，係將原行政院災害防救委員會併入中央災害防救會報而成立。
災害防救的執行工作主要由消防系統負責，中華民國國軍亦扮演重要角色。此外，民間團體也活躍於災時的應變及災後復原階段的救助，主要民間團體如慈濟等。

### 美國
美國政府的災害管理系統分聯邦、州、地方三個層級。聯邦政府的災害管理機構為聯邦緊急事務管理署。

### 日本
日本政府的最高災害管理單位為內閣府之中央防災會議。

### 文獻
- 張四明. . 二十一世紀基金會. 2016. ISBN 9789869106511.
- Mileti, D.S., 1999, Disasters by Design

## 外部連結
- 環球計劃手册：由多個非營利組織制訂的援助行動及救災標準
- 災害防救法（繁體中文）